# Бельская, Елизавета Владимировна
Елизавета Владимировна Бельская (род. 16 мая 1987, Киев) — украинский искусствовед, куратор, менеджер культуры. Арт-директор Центра современного искусства М17 и художественной платформы Украинский культурный фронт. Член Национального союза художников Украины. Получила известность её инициатива штрафовать за неупотребление украинского языка.

## Биографические сведения

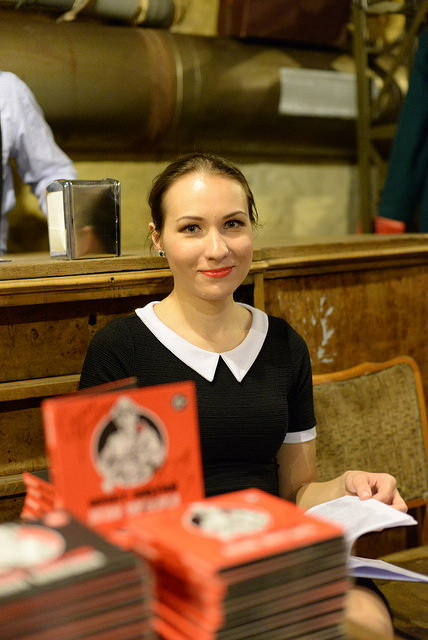
Елизавета Бельская

Родилась 16 мая 1987 года в Киеве в художественной семье. Мать — Авраменко Олеся Александровна, заведующая лабораторией визуальных практик Института проблем современного искусства, заслуженный деятель искусств Украины, кандидат искусствоведения. Отец — Владимир Михайлович Бельский, живописец.

## Образование
2004—2009 годах получила высшее образование в Национальной академии изобразительного искусства и архитектуры по специальности искусствоведение (теория и история искусств, организация и управление развитием художественной культуры), а также получила степень магистра административного менеджмента в Университете экономики и права «Крок». Оба диплома с отличием.
2008 год — обучение в школе арт-менеджмента (Ассоциация артгалерей Украины при содействии Программы Матра КАП Посольства Королевства Нидерландов в Украине, Академии искусств Украины).
2009—2010 годы — обучение в аспирантуре Института проблем современного искусства НАИУ.
2012 год — образовательная программа проекта Growth in PR.

## Профессиональная деятельность
2004 год — сокуратор выставки «Художественное „Да“ оранжевой революции», Национальный союз художников Украины
2005—2006 годы — Руководитель художественной галереи Киевского национального университета имени Т. Г. Шевченко; организовала и провела двенадцать выставок молодых художников.
2007 год — координатор выставки литовских художников «tiLTas» («Мост»), Фонд содействия развитию искусств.
2008—2012 год — Куратор галереи «Персона», координатор художественных проектов «Гурзуфские сезоны».
2012 год — пиар-директор культурного центра Киевского планетария.
2012—2013 годы — художественный консультант по вопросам интерьерных решений и создания мультимедийной художественной галереи в ТРЦ Art Mall, который открылся в сентябре 2013.
C 2013 года — Арт-директор Центра современного искусства М17 в Киеве.
2014 год — куратор проекта «Ренессанс: эпоха гениев» в «A-Gallery» в ТРЦ Art Mall.
Март 2014 года — куратор выставки «Огонь любви. Посвящение Майдану» (ЦСИ М17).
2014 год — куратор визуальной части большого культурологического проекта «Майдан. (Р)Эволюция духа» и одноимённого Альманаха, в котором собраны свидетельства очевидцев, публицистические статьи и эссе украинских писателей и философов, учёных и художников, посвящённые знаковым событиям украинской национально-освободительной революции в период с ноября 2013 года до февраля 2014 года. Издание иллюстрировано около 200-ми фотографиями авторства украинских фотографов. Альманах является одной из самых первых попыток наиболее полно осветить, понять, осмыслить исторические, философские и культурные аспекты и проблематику революционных дней. ISBN 9789669742513
2014 год — куратор выставки и каталога «50 лучших фото Майдана» (ЦСИ М17, Украинский дом, мэрия г. Львова, выставка Art Kyiv Contamporary 2014 в Мыстецьком Арсенале).
2014 год — куратор проекта «Украинский патриотичный плакат»: 100 лучших (ЦСИ М17).
2015 год — куратор выставки Ивана Семеюка и Антона Чадского «Хунта унд Вата» (ЦСИ М17).
Автор статей для журнала Art Ukraine.

## Инициативы
В фейсбуке разместила предложение штрафовать за неупотребление украинского языка: три нарушения — по 10 тыс. грн, а на четвёртое — лишение гражданства. По её словам, реализация данной инициативы позволит Украине «за полгода стать здоровой нацией».

## Личная жизнь
В гражданском браке с украинским писателем, актёром и телеведущим Антоном Мухарским.